# Anders Johansen
Den här handlar om fysikern. För den danska zoologen, se Anders Johansen (zoolog).
Anders Johansen, född 18 februari 1977, är en dansk professor i fysik vid Lunds universitet.
Hans forskning har fokuserat på att använda datorsimulerade modeller för att förstå hur planeter bildas.
Under sina doktorandstudier studerade han teorin att himlakroppar, utöver att uppstå som ett resultat av kraftiga kollisioner, skulle kunna bildas genom stilla ansamling. När klungorna av damm i hans simuleringar blir tillräckligt stora och täta tar gravitationen över och håller ihop stenarna, en förklaringsmodell som ibland kallas "småstensteorin".
Teorierna har senare kommit att bekräftas bland annat genom studier av himlakroppen Arrokoth efter rymdproben New Horizons förbiflygning av himlakroppen 2019. Han har även börjat utveckla modeller för att förstå bildandet av kompletta planetsystem. Hans modeller användes också för att försöka beskriva bildandet av exoplaneten och gasjätten GJ3512b, som studerades i ett samarbete mellan 160 forskare.
År 2017 utnämndes han till professor vid Lunds universitet.

## Utmärkelser
- 2011 - ERC:s startbidrag om 1,5 miljoner euro.[10]
- 2012 - Wallenberg Academy Fellow, med förlängning 2017.[11]
- 2015 - Sten von Friesens pris.[12]
- 2019 - Göran Gustafssonpriset i fysik för ”för sin banbrytande forskning om planeters bildande och utveckling i närheten av unga stjärnor."[5]
- 2019 - Wallenberg Scholar.[13]